# Астальдо дельи Асталли
Астальдо дельи Асталли (Astaldo degli Astalli) — католический церковный деятель XII века из знатной римской семьи.
На консистории 17 декабря 1143 года стал кардиналом-дьяконом Сант-Эустакьо. Сразу после 24 февраля 1151 года стал кардиналом-священником Санта-Приска.
Участвовал в выборах папы Луция II (1144), Евгения III (1145), Анастасия IV (1153), Адриана IV (1154) и Александра III (1159).